# シアーミュージックエンタテインメント
シアーミュージックエンタテインメント株式会社（Sheer Music Entertainment, Inc.）は日本のレコード会社・芸能事務所。
シアー株式会社が運営するボーカルスクールの生徒や出身者を中心に新人アーティストを発掘・育成し、楽曲をリリースするレコードレーベル事業を行っている。

## 社名の由来
Sheerという単語には「まったくの、完全な」 「純然たる、混ぜ物のない、水で割らない」などの意味があり、「売るための音楽・商業ベースの音楽」ではなく、「自分自身が心から信じられる音楽」を楽しんでもらいたい、誰に何と言われようと「自分の信じられる音楽」を大切にしてもらいたい、という想いから、「sheer music（自分自身が純粋に楽しめる・信じられる音楽）」と言う造語を作り、それを社名とした。

## 沿革
2002年シアー株式会社にレーベル事業「SHEER RECORDS」設立
2006年10月、レーベル事業をシアー株式会社から別会社化。名称を「SHEER RECORDS」から「SHEER LABEL」に改称。
ボーカルスクール生徒、出身者を中心に新人アーティストを育成しCDをリリース。

### かつて所属していたアーティスト
- 阿久津透
- アズ
- 伊吹唯
- イマイユウ
- 尾花夢乃
- 門谷純
- KANATA
- Kaylee
- KENTA
- convertible baby car
- 蒼音
- DAI∞cycle
- 立石賢司
- 田中亜弥 (歌手)
- NEO RGB
- ノダジミヤジ
- 悠-HARUKA-
- FREE FOR ALL
- Frisbee
- 松本玲士
- マミィ
- 水谷学司
- 宮崎奈穂子
- 村田健
- 山本さくら
- unista
- Yo-Ryo
- 好加
- LIBB! HOLLYWOOD

## 事業案内
- レーベル事業
- ライブ・イベント、オーディション等の企画